# Cthulhu (film)
Cthulhu är en amerikansk skräckfilm från 2007. Den regisserades av Dan Gildark. Filmen bygger löst på H.P. Lovecrafts kortroman Skuggan över Innsmouth.

## Skådespelare
- Cara Buono - Dannie
- Jason Cottle - Russ
- Richard Garfield - Zadok
- Ian Geoghegan - Ralph
- Scott Green - Mike
- Dennis Kleinsmith - Reverend Marsh
- Amy Minderhout - Julie
- Robert Padilla - Ancestor
- Tori Spelling - Susan
- Nancy Stark - Aunt Josie
- Hunter Stroud - Teen Russ
- Rob Hamm - Jake